# Oliver Trask
Oliver Trask es un personaje de la serie estadounidense The OC, interpretado por el actor Taylor Handley.
Está inspirado en un conocido del productor de la serie, que fingió tener cáncer para ser aceptado por una chica, esto le resultó muy interesante a Schwartz y es así como el necesitado y solitario Oliver Trask nace como personaje para la serie.

## Descripción del personaje
Oliver es un joven, con problemas de alcoholismo, drogadicción y depresión pues se encuentra bastante solo en el mundo, es básicamente un huérfano con dinero; alumno de la escuela rival de Ryan Atwood (Harbor), "Pacific". 
Llega a la vida de Marissa Cooper tras el incidente en Tijuana. Marissa es obligada por su madre Julie Cooper a asistir a un psiquiatra, en la sala de espera se encuentra a Oliver, quien le habla a Marissa con tanta familiaridad que de alguna manera la sorprende, pues sin conocerla acierta a todo lo que le ha sucedido. Oliver desaparece un tiempo de la vida de Marissa hasta la última noche del año en la que Oliver da una fiesta en el Penthouse del hotel en el que vive, e invita a Marissa con la excusa de presentarle a su "novia" Natalie Bishop, que viene de visita de la universidad y de conocer a Ryan.
Esa noche Marissa invita a Ryan a la fiesta pero él prefiere quedarse en casa, ella lo entiende y en cuanto se despiden ella le dice: "te amo", a lo que Ryan responde con un simple "gracias". Marissa asiste a la fiesta y se encuentra con Oliver y la noticia de que Natalie no vendrá, porque tuvieron una discusión y por eso ella prefirió quedarse en la universidad. Marissa y Oliver charlan toda la noche y justo en el último segundo del año, el segundo del beso de año nuevo, Marissa estuvo a punto de dárselo a Oliver, pero llega Ryan a darle el beso que Marissa había esperado toda la noche.
Después de las vacaciones de año nuevo Ryan, Marissa, Seth, Summer y Luke, quien ahora se ha sumado al grupo después de que todo Orange County se entere de que su padre es gay y fuera rechazado por la gente que antes eran sus amigos, vuelven a la escuela, esperando sobrepasarla como cualquier adolescente.
Pero no cuentan con el nuevo miembro del cuerpo estudiantil, Oliver Trask, ha llegado a Harbor.
Ryan no confía en él, en un principio por celos, pero más tarde se da cuenta de que Oliver ingresó a Harbor solo por Marissa.
Ryan es incomprendido por los demás, pues ellos han aceptado a Oliver sin problemas, por lo cual, Ryan decide hacer un esfuerzo por llevarse bien con él, pero le es un poco difícil después de que en un concierto en el que se encontraban todos, Oliver fuese arrestado por tratar de comprar cocaína a un policía encubierto.
Ryan hace un nuevo esfuerzo y así la invitación de Oliver a que todos pasen un fin de semana en su casa de Palm Springs es aceptada, pues ahí conocerán a los padres de Oliver y a Natalie de la que Ryan ha comenzado a dudar que exista. El día del viaje Oliver aparece muy triste, pues se ha peleado con Natalie hasta el punto de casi terminar y el avión de sus padres ha sido demorado en Zúrich, por eso, Oliver propone cancelar el viaje algo en lo que Ryan está de acuerdo pero Marissa insiste en ir pues cree que le hará bien a Oliver para olvidar la pelea con su novia. Marissa se va en el auto con Oliver y ellos llegan primero, lo que molesta a Ryan, pues el quería ir con Marissa pero luego trata de olvidarlo.
El grupo decide ir a jugar golf, Seth y Ana (que ahora son novios) con Summer (que ha decidido amargarles la estadía porque no dejará que los celos la carcoman a ella sola) irán en un grupo, Luke y Ryan formarán otro y Marissa y Oliver en otro muy al pesar de Ryan, este ha sido un día lleno de indirectas hacia Ryan de parte de Oliver quien intenta convencerlo a él y a Marissa de que quiere ser amigo de todos, algo que Ryan no cree y que confirma cuando al iniciar un juego de carreras con los carros de golf, Oliver trata de sacarlos del camino, Ryan y Luke se molestan tanto al punto de que Ryan casi golpea a Oliver que pide disculpas y convence a Marissa de que sólo estaba jugando.
Después de este incidente Ryan decide poner sus límites, en la noche Ryan decide lavar los platos, Oliver se le acerca y trata de convencerlo que sólo quiere ser su amigo, pero Ryan le pide que se aleje de Marissa, Oliver se pone como loco delante de Ryan y se marcha unas cuántas horas, después de la discusión Oliver llama a Marissa diciéndole que ha vuelto a Newport a su penthouse y se ha tomado todo un frasco de pastillas para dormir, le pide que vaya porque está asustado, Ryan y Marissa salen rápidamente a buscarlo, pero todo esto es una treta de Oliver para tener a Marissa cerca, cuando llegan al penthouse Marissa muy preocupada le ofrece quedarse a pasar la noche ahí acompañándolo, pero Ryan sospecha que lo que le ha pasado a Oliver no es verdad y le pide a Marissa que se vayan, ella le dice que no, y un simple razonamiento de Ryan de que Oliver tal vez debería estar internado en un hospital por lo que hizo, ofende a Marissa pues ella también pasó por lo mismo así que Ryan se marcha y los problemas comienzan en su relación.
De vuelta en el colegio Ryan trata de arreglar todo con Marissa pero le es casi imposible con la presencia de Oliver en la vida de Marissa pues le quita tiempo y más que nada Oliver está decidido a ocupar el lugar de Ryan.
Oliver ha ideado un plan para separarlos, darle una carta a Marissa diciéndole que es para Natalie y hacer que Ryan desconfie tanto que robe la carta del casillero de Marissa, los planes de Oliver salen tal como quería y Marissa cansada de la desconfianza de Ryan decide terminar con él. Ryan lo acepta y Oliver muy feliz sigue adelante para conquistar a Marissa.
Ryan sigue empeñado en que hay algo malo con respecto a Oliver así que decide investigar y Luke que ahora es amigo de Ryan y a quien tampoco le agrada Oliver habla con unos amigos de "Pacific" quienes le cuentan sobre Oliver que era un chico raro y que estaba enamorado de alguien en el colegio pero que nunca conocieron a Natalie Bishop quien se supone es la novia de Oliver, así que las dudas de Ryan crecen y decide robar el historial de Oliver en el que encuentra que Oliver se cortó las venas en un baño de su excolegio "Pacific" por la chica con la que se obsesionó y que no le hizo caso. Oliver no se cambió a Harbor porque quiso sino porque tenía una orden de restricción interpuesta por una chica en "Pacific". Ryan es encontrado, casi suspendido y su estadía en Harbor pende de un hilo y Oliver no piensa desaprovechar esto, así que en cuanto puede provoca una pelea con Ryan para que sea echado de la escuela. Marissa se convence de que Ryan es una mala persona pues golpeó a Oliver, robó su expediente y fue suspendido.
Oliver aprovecha toda la situación, trata de destruir a Ryan; invita a Marissa a comer en L.A. y como ella está enojada con su madre acepta. Pasa la noche en el penthose de Oliver y en el desayuno él trata de convencerla para que se vayan de viaje a París o a alguna parte de Europa, ella se resiste pues está en el colegio y guarda la esperanza de arreglar todo con Ryan, es entonces cuando la verdadera personalidad de Oliver se muestra pues una tras otra vienen las propuestas de viaje a París a lo que Marissa se resiste notando como Oliver se molesta con cada negativa.
Oliver entra a darse una ducha y Marissa baja a la recepción pensando en lo raro que se comportó Oliver cuando ella se negó a ir con él Paris, pregunta en el escritorio si le han dejado la ropa que le iba a traer Luke y mientras se encuentra ahí nota que el nombre de la recepcionista en Natalie, Marissa sospecha y le pregunta si su apellido es Bishop y la recepcionista se lo confirma.
Marissa sube al penthouse decidida a llamar a Ryan y lo hace pero es encontrada por Oliver quien con miedo de que ella se vaya la amenaza con una pistola.
Ryan acude en ayuda de Marissa y sube directamente a buscarla pero no encuentra respuesta pues Marissa no se atreve a hablar por miedo de que Oliver le dispare. Ryan baja a recepción a preguntar si hay alguien en el penthose y descubre lo mismo que Marissa, Natalie Bishop no es la novia de Oliver sino la recepcionista del hotel que lo cuidaba cuando era un niño, Natalie, su novia, era un invento.
Ryan llama a Sandy Cohen para que lo ayude, Sandy llega y suben a buscar a Marissa pero esta vez no solos sino con la recepcionista Natalie y seguridad del hotel, llaman a la puerta pero no hay respuesta Marissa está muy asustada para hablar pero en el último segundo antes de que Ryan se marcha Marissa grita desde dentro "Ryan, Oliver tiene una pistola", es entonces cuando entran y Oliver los amenaza, Ryan lo convence diciéndole que si se disparaba a la única persona a la que estaría haciéndole daño sería a Marissa y que él no quería hacer eso, ya que, Marissa era la única persona que se había preocupado por él y que si baja la pistola tendrá una segunda oportunidad, así Oliver es convencido por Ryan de dejar el arma, es atrapado por los guardias y posteriormente internado en un hospital para que se cure de sus adicciones y depresión.
Es aquí cuando Oliver desaparece de la vida de todos, pero ya ha dejado sus huellas en la relación de Marissa y Ryan que no ha olvidado lo que tuvo que pasar por la desconfianza de todos.
Oliver no vuelve a aparecer, pero sí es mencionado en el episodio "El Ser Amado" en el que han estado pasando cosas malas en las vidas de todos y Seth al escuchar el timbre de la puerta dice: "Tal como están las cosas, no me extrañaría que fuese Oliver".
- Datos: Q7087888